# La Toma (kommunhuvudort)
La Toma är en kommunhuvudort i Argentina.   Den ligger i provinsen San Luis, i den centrala delen av landet, 700 km väster om huvudstaden Buenos Aires. La Toma ligger 897 meter över havet och antalet invånare är 6 663.
Terrängen runt La Toma är platt. Runt La Toma är det glesbefolkat, med 8 invånare per kvadratkilometer.. La Toma är det största samhället i trakten.
Omgivningarna runt La Toma är i huvudsak ett öppet busklandskap.